# Ralf Banken
Ralf Banken (* 24. Juli 1962 in Vreden) ist ein deutscher Wirtschaftshistoriker.

## Leben
Von 1983 bis 1990 studierte er Fächer Geschichte, Sozialwissenschaften und Niederländisch an der Universität Münster. Nach der Promotion 1997 in Frankfurt am Main zum Dr. phil. und der Habilitation 2008 an der Goethe-Universität (Lehrbefugnis für „Wirtschafts- und Sozialgeschichte“) wurde er dort 2016 zum außerplanmäßigen Professor am  Fachbereich Philosophie und Geschichtswissenschaft ernannt. Seit 2019 arbeitet Banken im Rahmen des Forschungsprojektes zur Geschichte des Reichsfinanzministeriums zur Entwicklung der NS-Steuerpolitik 1933–1945.
Seine Forschungsschwerpunkte sind regionale Industrialisierung im 18. und 19. Jahrhundert, europäische Industrialisierungsgeschichte des 18. und 19. Jahrhunderts, Unternehmens- und Industriegeschichte 18. bis 20. Jahrhundert, die Geschichte der „Rheinökonomie“ vom 18. bis zum 20. Jahrhundert, west- und süddeutscher Handel und Gewerbe im 18. Jahrhundert, europäische Sozialgeschichte im 19. und 20. Jahrhundert und Wirtschaftsgeschichte des „Dritten Reichs“.

## Schriften (Auswahl)
- Eisenbahn und Industrialisierung in Vreden. Vreden 1990, ISBN 3-926627-04-2.
- Edelmetallmangel und Großraubwirtschaft. Die Entwicklung des deutschen Edelmetallsektors im „Dritten Reich“ 1933–1945. Berlin 2009, ISBN 978-3-05-004380-7.
- mit Raymond G. Stokes: Aus der Luft gewonnen. Die Entwicklung der globalen Gaseindustrie 1880 bis 2012. München 2014, ISBN 3-492-05681-4.
- Hitlers Steuerstaat. Die Steuerpolitik im Dritten Reich. Berlin 2018, ISBN 3-486-73611-6.